# 디오클레티아누스
가이우스 아우렐리우스 발레리우스 디오클레티아누스(라틴어: Gaius Aurelius Valerius Diocletianus) (244년 12월 22일 ~ 311년 12월 3일)는 284년부터 305년까지 로마 황제였다. 이른바 3세기의 위기에 빠진 로마 제국의 혼란을 수습하고 황제 중심의 통치 체제를 회복했다.
제국 방위를 위해 사두정치체제를 창안하고 여러 가지 개혁으로 제국의 쇠퇴를 막아보려 했다. 그 일환으로 기독교를 탄압했지만, 이런 사두정치체제로 말미암아 카라칼라부터 파탄나기 시작한 국가 재정이 더욱 망가졌다는 평가를 듣고 있다.

## 생애

### 어린 시절과 권력의 장악
황제가 되기 전에 그의 이름은 '디오클레스'라고만 알려져 있고 자세한 이력은 알려져 있지 않다. 244년 달마티아 지방의 스플리트 근처의 살로나(Salona, 현재의 크로아티아 솔린)에서 태어났다고 하는데 하층민 출신으로 보인다. 전임 황제 누메리아누스의 경호대장이었던 것만은 확실하지만 군단에서의 경력은 별로 알려진 바가 없다.
284년 사산 왕조 페르시아 원정 중 누메리아누스 황제가 니코메디아에서 살해되자 휘하의 군단이 디오클레스를 황제로 옹립했고 나중에 누메리아누스의 형 카리누스가 살해된 후 제국의 유일한 통치가 되면서 이름을 디오클레티아누스로 개명한다.
284년 디오클레티아누스는 장군 막시미아누스를 부제(Caesar)로 임명하고 285년 6월 마침내 카리누스 황제를 모이시아 지방에서 전사시키고 정식 황제에 올랐다. 286년 4월 1일 막시미아누스를 다시 정제(Augustus)로 승격시키고 공동으로 제국을 통치한다. 이후 디오클레티아누스는 2년에 걸쳐 도나우강 방위선을 정비하고 다시 동방으로 가 288년 페르시아 국왕 바흐람 2세로부터 메소포타미아 지방 절반을 양도받고 아르메니아 왕국에도 친로마파 티라다테스 2세를 즉위시켰다.
290년 동방으로 이동해 시리아 지방에 출물한 사라센 도적들을 토벌하고 291년 이집트에서 나일강 상류를 습격해오던 원주민들을 진압했고 292년에 다시 도나우 지방으로 돌아와 사르마티아족을 격퇴시켰다. 이전에 이른바 3세기의 위기 동안 20명이 넘는 황제가 교체되었고 제국의 통치권은 굉장히 불안했다. 하지만 이때 디오클레티아누스는 이러한 혼란을 수습하고 외부의 적을 격퇴하고 방위선을 강화함으로써 국내의 권력을 강화해 통치권을 확립했다.

### 로마 제국의 개혁
293년 5월 1일 디오클레티아누스는 이른바 사두 정치 체제를 시작했다. 그것은 제국을 동서로 양분하여 두 명의 정제(Augustus)가 맡고 각각의 정제는 부제(Caesar)를 하나씩 두어 방위 분담을 하여 통치하는 방식이다.
제국 동방은 디오클레티아누스가 정제로 부제 갈레리우스를 임명하고 제국 서방은 막시미아누스가 통치하면서 콘스탄티우스 클로루스를 부제로 정했다. 이렇게 함으로써 그는 제국 방위의 부담을 분산하고 보다 효과적으로 제국을 통치할 수 있게 되었다.
각 황제와 부제의 담당 지역은 아래와 같다:
- 동방 정제 : 디오클레티아누스 - 소아시아, 오리엔스, 폰투스, 이집트(본부:니코메디아)
- 동방 부제 : 갈레리우스 - 판노니아, 모이시아, 트라키아 (본부:시르미움)
- 서방 정제 : 막시미아누스 - 이탈리아, 아프리카 (본부:메디올라눔)
- 서방 부제 : 콘스탄티우스 클로루스 - 브리타니아, 갈리아, 히스파니아, 비네엔시스 (본부:트리어)

사두 정치 체제 아래에서도 각각의 황제의 위치가 모두 동등한 것은 아니었다. 방위의 분담이 가장 큰 것이고 사실상 디오클레티아누스는 자신을 세니오르라고 부르면서 다른 황제들과 구별하였고 제국 전체에 대한 중요한 결정은 혼자 결정했다.
그러는 사이 296년 페르시아의 나르세 1세가 대군을 이끌고 메소포타미아 북부로 쳐들어와 아르메니아 왕국의 친로마파 국왕을 몰아냈다. 이에 갈레리우스가 나서 유프라테스강 근처에서 3차례에 걸친 싸움을 벌이나 큰 소득을 얻지 못한 채 패배했다.
하지만 297년 다시 반격에 나서 도나우 방어선의 3개 군단과 고트족 기병대까지 모아 2만 5000명의 정예병으로 티그리스강 유역에서 페르시아군을 격파하고 나르세 1세의 처첩과 자식들까지 포로로 잡았다. 이후 페르시아와 휴전을 맺으면서 메소포타미아 북부를 완전히 차지하고 동방에서의 안전을 확보했다.
그는 내정 개혁에 적극적이었다. 로마 원로원은 이미 유명무실해져 가고 있었는데 디오클레티아누스는 여기에 기름을 부은 격으로 원로원의 입법 기능을 상실시켰다. 그는 집정관을 자신이 임명하도록 하고 법안을 원로원 의결이 아닌 황제의 칙령으로 바꾸면서 이를 보좌할 일종의 전문 관료 제도를 도입하였다. 이로써 행정 업무는 전문화되고 문관과 무관의 분리는 더욱 심해졌고 관료의 숫자는 점점 늘어갔다. 이미 그의 치세에는 황제 속주와 원로원 속주의 구별도 사라졌다.
또한 로마 군단도 병력을 증강시켰는데 이는 외적의 침입으로부터 제국을 안전하게 보호하기 위한 필요이기도 했지만 황제가 4명으로 늘어난 것에 따른 면도 있었다. 즉, 네 명의 황제가 각각 자기 휘하의 병력을 증강시켰기 때문이다.
이러한 개혁은 필연적으로 재정의 확대를 수반했다. 디오클레티아누스는 새로이 세금을 신설하여 이를 충당했고 당시에 세금 면제 혜택을 받아오던 본국 이탈리아에도 세금을 부과했다.
디오클레티아누스가 새로이 신설한 세제의 특징은 아래와 같다:
- 필요한 재정의 액수를 황제가 1년에 한 번씩 결정하고 그것이 실질적인 수익과 관계없이 납세자에세 부과함
- 모든 세무는 통합하여 중앙 정부가 관할
- 농경지에 부과하는 '토지세'(jugatio)와 사람에게 부과하는 '인두세'(capitatio)로 양분하고 액수는 5년에 한 번씩 사정함

또한 디오클레티아누스는 기축 통화인 데나리우스 은화를 폐지하고 새로운 은화와 동화를 발행했으나 제국에 만연해있던 인플레이션은 막을 수 없었다. 그래서 디오클레티아누스는 301년 가격 통제 칙령을 공포하고 모든 물품과 용역의 상한선을 정해 이를 어길 경우 엄벌에 처했으나 인플레이션을 막을 수 없었고 로마 경제는 위축되었다. 이것은 인류 역사상 최초의 가격 통제 제도로 보인다.

### 기독교와의 관계
디오클레티아누스는 로마 제국에서 마지막이자 가장 강력하게 기독교를 박해한 황제로 알려져 있다. 303년 2월 그는 기독교 탄압을 위한 칙령을 발표하고 기독교 교회와 성물, 성전을 파괴하고 기독교인의 모임을 불허한다고 공표했다.
당시 기독교가 만연해 있던 제국 동방에서 저항이 일어났고 소아시아에서는 기독교인의 봉기가 일어났으나 디오클레티아누스는 단호하게 군대를 보내 진압했다. 또한 사제들과 주교들을 체포하여 감옥에 넣고 그들이 로마 신의 제의에 참석하면 풀어 주었다.
304년의 마지막 칙령에는 기독교인은 고발이 없어도 추적하여 고문할 수 있도록 하였고 모든 사람이 로마 신의 제의를 수행하여야 한다고 명령했고 이를 어기면 사형이나 강제 노역에 처했다. 이로써 그리스도교인 중에는 순교자가 많이 나온 반면 배교자도 많이 나왔다. 기독교 측의 자료에는 약 3,000 ~ 3,500명이 순교했다고 되어 있으나 정확한 순교자의 숫자는 알 수 없다. 오히려 기독교 측에서 "대박해시대"라고 불리는 시기임에도 순교자가 너무 적다고 하는 연구자들도 많다.
이러한 기독교 박해는 대략 309년까지 지속되었고 313년 콘스탄티누스 1세와 리키니우스의 밀라노 칙령으로 완전히 끝났다.

### 은퇴와 말년
305년 5월 1일 디오클레티아누스와 막시미아누스는 각각 니코메디아와 밀라노에서 돌연 은퇴를 선언한다. 후임으로는 부제였던 갈레리우스와 콘스탄티우스 클로루스가 각각 동방과 서방의 정제로 승격하고, 막시미누스 다이아와 세베루스가 부제로 선정되었다. 이로써 제2차 사두 정치가 시작되었다.
디오클레티아누스는 달마티아의 스트라툼(현재 크로아티아의 스플리트)에 거대한 개인 황궁인 디오클레티아누스 궁전을 짓고 그곳으로 은퇴하였다. 은퇴 후 고립된 황궁에서 조용히 살면서 채소를 키우며 만년을 보냈다고 전해 내려온다. 하지만 디오클레티아누스 퇴위 후 제2차 사두 정치 체제는 너무나 빠르게 붕괴하고 수많은 내전을 거치며 이 와중에 막시미누스 다이아가 디오클레티아누스의 외동딸 발레리아와 아내 프리스카를 납치했고 디오클레티아누스는 사자를 보내 이를 항의했다. 이에 막시미누스 다이아는 디오클레티아누스의 아내와 딸 발레리아를 석방하긴 했지만, 재산을 몰수하고 오리엔트 지방으로 추방시켜버렸다. 이후 막시미누스 다이아가 리키니우스와의 싸움에서 패해 죽자 유랑 생활을 하던 발레리아와 프리스카는 리키니우스에게 갔으나, 리키니우스는 오히려 군사들을 보내 테살로니키에서 그들을 살해했다.
이후 313년에 종교의 자유를 인정하는 밀라노 칙령이 발표됨에 따라 디오클레티아누스가 실시한 기독교 정책도 폐기되었다.